# Даруварски партизански одред
Даруварски народноослободилачки партизански (НОП) одред је био партизанска јединица у саставу Народноослободилачке војске и партизанских одреда Југославије током Другог светског рата у Хрватској.

## Историјат
Формиран је 29. јуна 1943. код села Горњи Борки (близу Дарувара). Приликом формирања имао је два батаљона јачине 315 бораца, наоружаних са 230 пушака, 5 аутомата, 8 пушкомитраљеза и 15 пиштоља. Од формирања до 22. септембра 1943. био је под непосредном командом Штаба 2. хрватског корпуса (од 5. октобра 1943. тај корпус носи назив 6. корпус НОВЈ), кад улази у састав Западне групе НОП одреда 2. хрватског корпуса. Одред је дејствовао у Даруварскои котлини и њеној околини. У почетку је изводио мање акције против непријатељских снага и диверзије на комуникацијама које из Дарувара воде за Пакрац, Пивницу и Грубишно Поље. Садејствујући јединицама 6. корпуса НОВЈ или дејствујући самостално, разарао је железничке пруге и нападао мање делове непријатељевих колона и слабије непријатељеве посаде. Тако је 23. децембра 1943. између Бадљевине и Омановца (код Пакраца) напао из заседе батаљон домобрана из састава 4. брдског здруга, наневши му знатне губитке; 4. јануара 1944. заузео је Субоцку (код Пакраца), 7. и 8. фебруара садејствовао јединицама 28. ударне дивизије у одбијању непријатељског испада на слободну територију код Марковца и Пакрана, 13. марта води успешну борбу код Дољана и 23. марта код Вуковја Батињског. Код Великих Бастаја одбацио је 4. априла према Дарувару усташки батаљон који је био упућен у помоћ опкољеној посади у Подравској Слатини. Његова успешна дејства омогућила су већи прилив нових бораца; 16. октобра 1943. Одред је имао 519 бораца, док је 26. октобра исте године дао 100 бораца за формирање чехословачке НО Јан Жишка бригаде. Од 26. априла до 6. маја 1944. Одред је с успехом ометао нападе домобранских и немачких полицијских снага против јединица 6. корпуса НОВЈ. Тако је 29. априла напао домобранско упориште у Дољанима, 30. априла у селу Кипу, а 3. маја на цести Дарувар-Миоковићево одбацио непријатељску колону ка Дарувару, док је сутрадан код Омановца разбио обезбеђење Штаба домобранског 4. брдског здруга. У мају и јуну Одред је постигао значајне успехе у борби против усташа и домобрана у рејону Дарувара, ометајући покрете и акције непријатељевих снага и вршећи диверзије на комуникацијама. Расформиран је у другој половини августа 1944, а његови борци ушли су у састав Осјечке бригаде 12. дивизије НОВЈ.